# Komsomoł

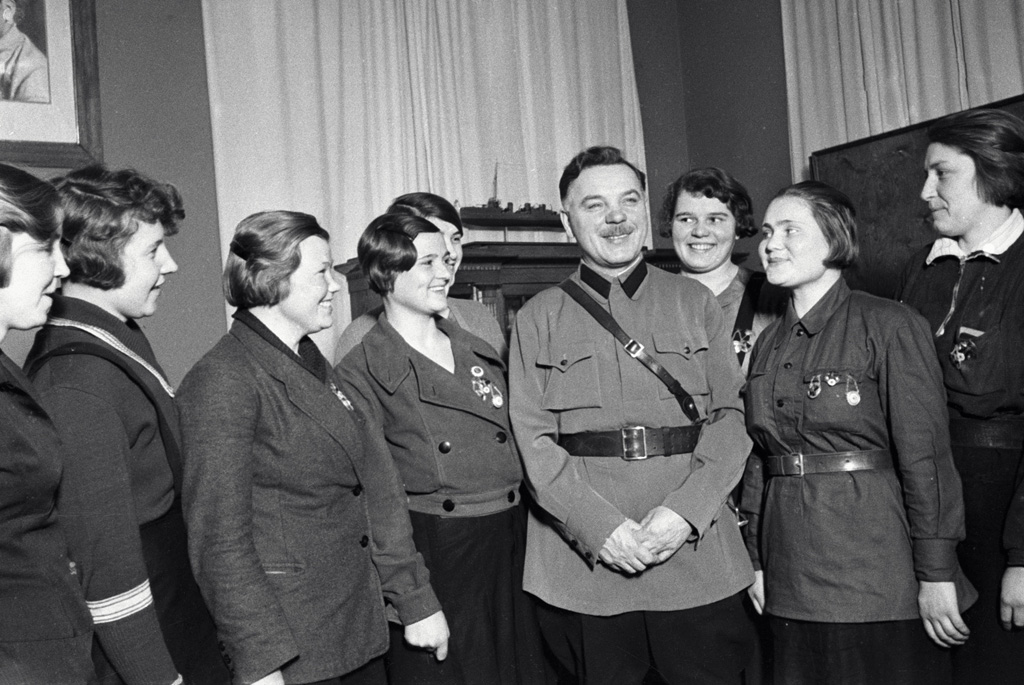
Komsomołki z Klimientem Woroszyłowem, 1935 rok

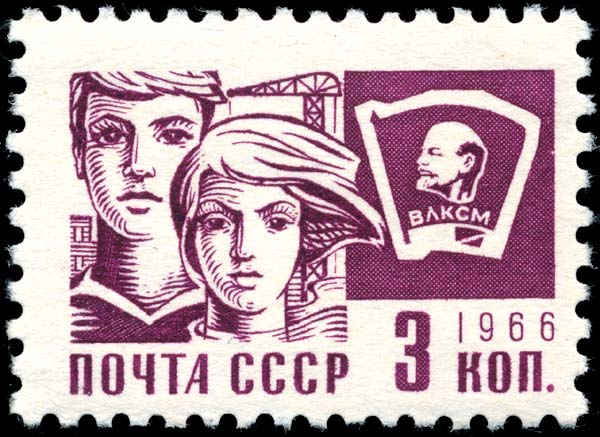
Znaczek pocztowy poświęcony Komsomołowi z 1966 roku

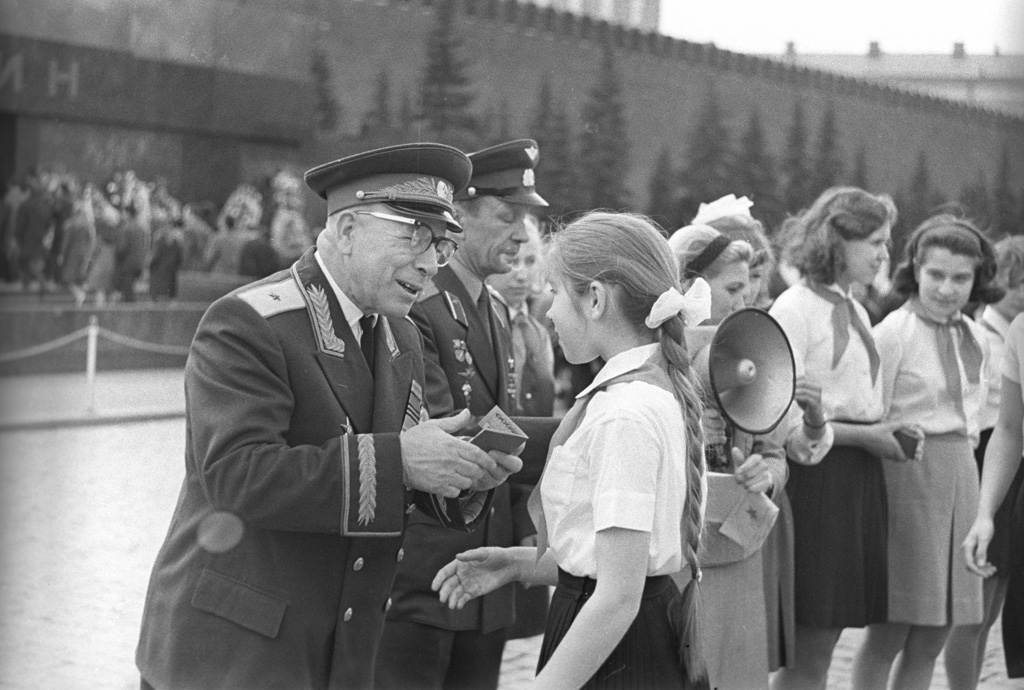
Wręczenie legitymizacji pionierów i komsomolców na placu Czerwonym w Moskwie, 1968 rok

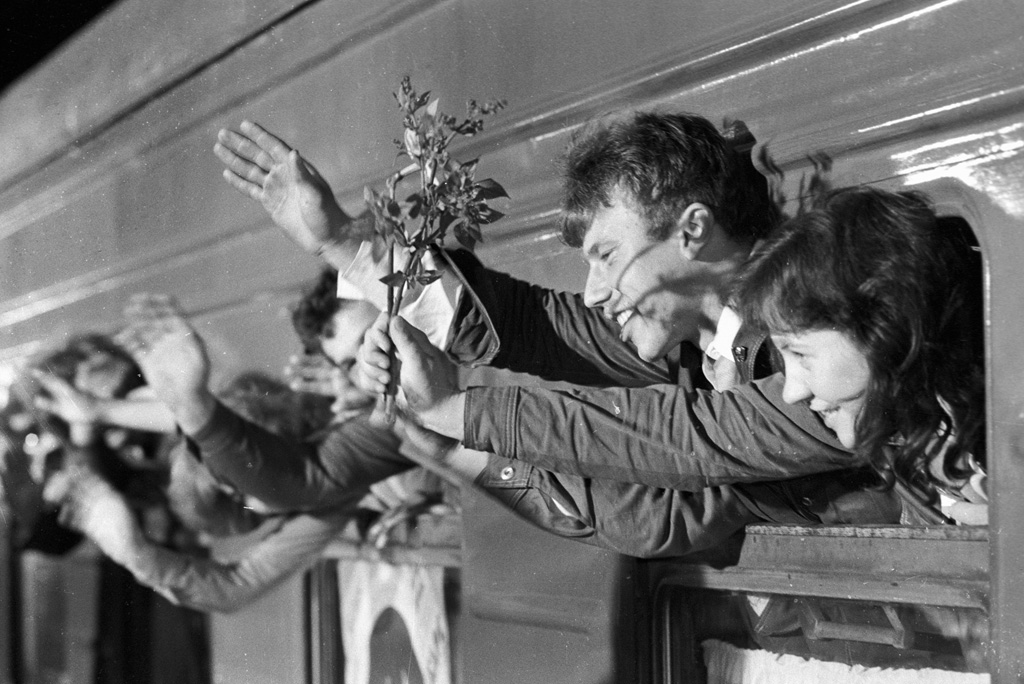
Komsomolcy wyjeżdżają do pracy, 1982 rok

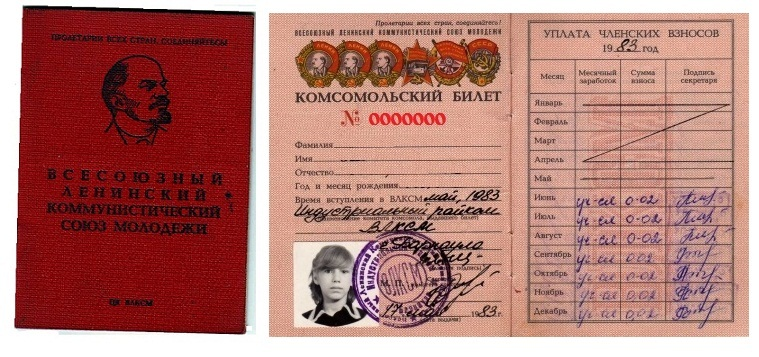
Legitymacja komsomołki z 1983 roku

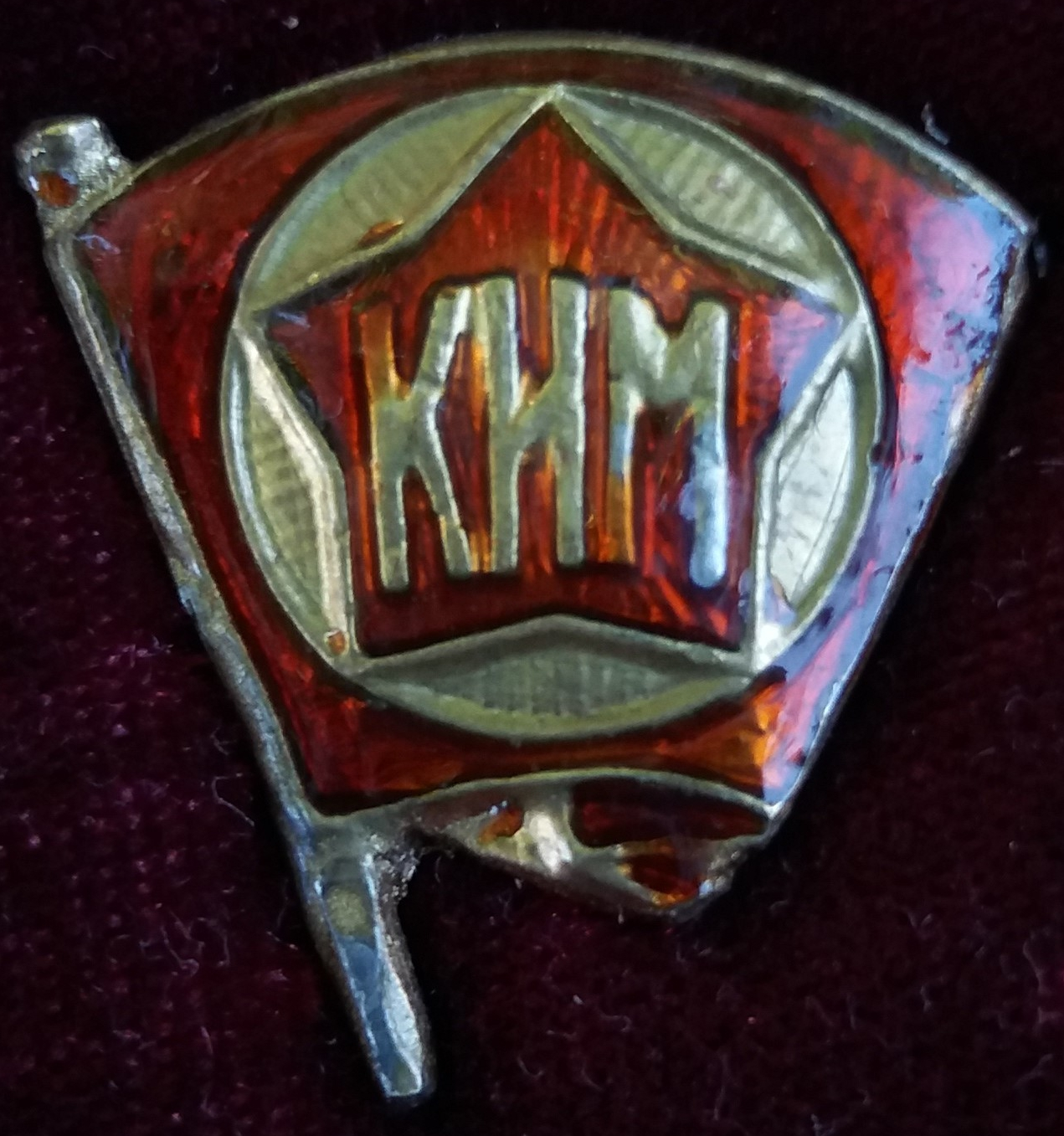
Znaczek Komsomołu (1922–1945)

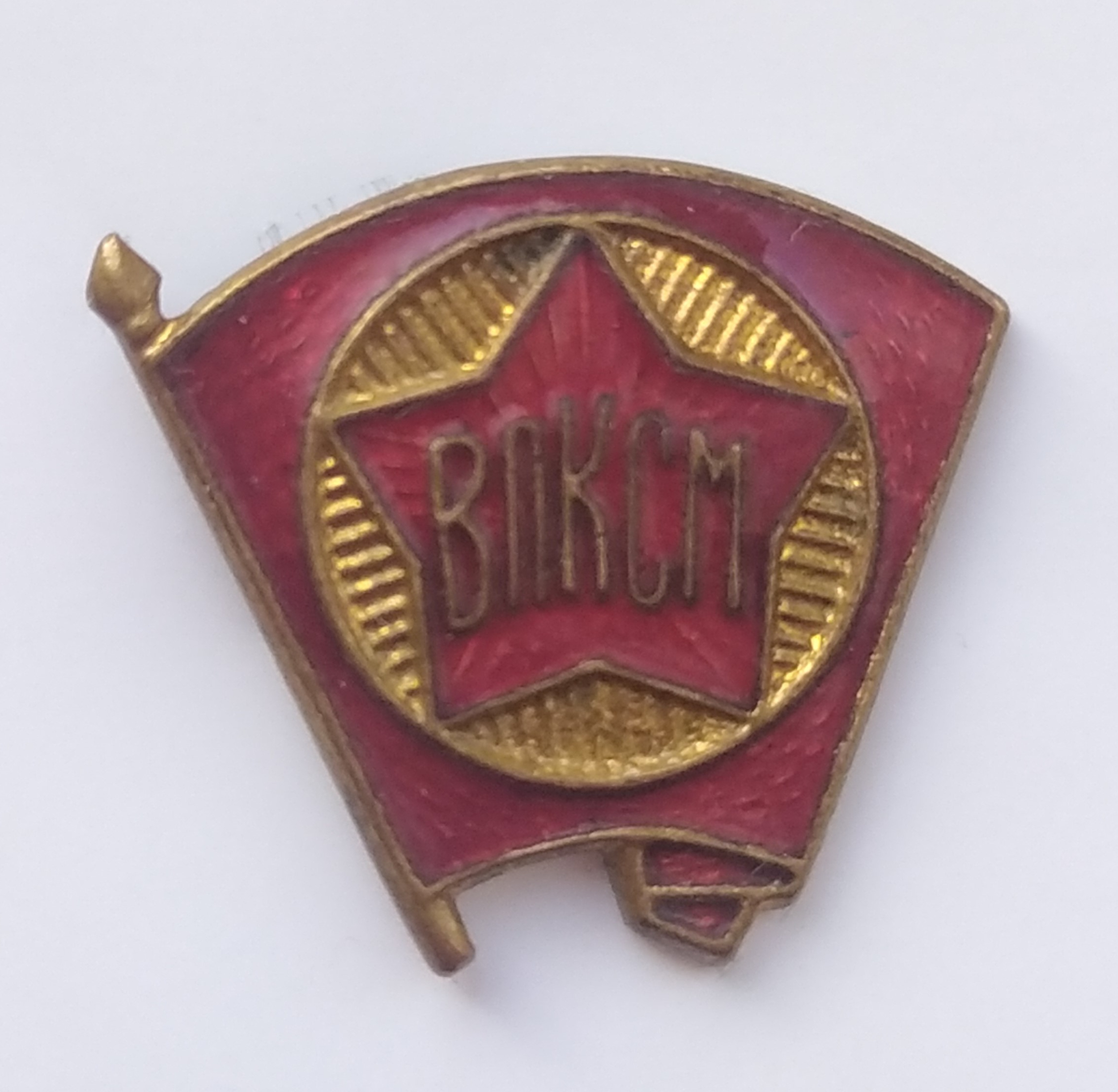
Znaczek Komsomołu (1945–1958)

Komsomoł (ros. Комсомо́л) – komunistyczna organizacja młodzieży w Rosji Sowieckiej i Związku Socjalistycznych Republik Radzieckich, powstała w 1918 roku. Nazwa jest akronimem od słów Kommunisticzeskij Sojuz Mołodioży (Коммунистический союз молодёжи), czyli Komunistyczny Związek Młodzieży. Od 1922 pełna nazwa brzmiała Wsiesojuznyj Leninskij Kommunisticzeskij Sojuz Mołodioży (Всесоюзный Ленинский Коммунистический Союз Молодёжи), czyli Wszechzwiązkowy Leninowski Komunistyczny Związek Młodzieży.
Komsomoł skupiał młodych ludzi w wieku od 14 do 28 lat, natomiast funkcjonariusze organizacji (tak zwani działacze) byli często znacznie starsi. Komsomoł był młodzieżowym zapleczem RKP(b)/WKP(b)/KPZR, a jego celem była indoktrynacja młodzieży ideologią komunistyczną. Mówi o tym status organizacji uchwalony na jej pierwszym zjeździe w 1918 roku: „Organizacja stawia sobie za cel propagowanie idei komunizmu i zaangażowanie robotniczej i chłopskiej młodzieży w aktywne budowanie Rosji Radzieckiej”.

## Historia
Organizacja została utworzona na I Ogólnozwiązkowym Zjeździe Związków Młodzieży Robotniczej i Chłopskiej w dniach 29 X – 4 XI 1918 roku pod nazwą Rosyjski Komunistyczny Związek Młodzieży. W 1919 roku organizacja przeprowadziła pierwszą mobilizację swoich członków, pojechali oni na front wschodni wojny domowej, aby walczyć przeciwko Białej Armii adm. Aleksandra Kołczaka. W sumie w wojnie domowej wzięły udział 200 tys. komsomolców. Jesienią 1920 roku Komsomoł miał już pół miliona członków. W 1924 roku organizacja otrzymała imię Lenina, które nosiła aż do swojego rozwiązania. W 1925 roku zaczęła się ukazywać gazeta „Komsomolskaja prawda” (wydawana do dzisiaj), początkowo jako organ prasowy Komsomołu. W 1926 roku organizacja objęła swoim zasięgiem wszystkie republiki radzieckie, nie tylko Rosję.
W drugiej połowie lat 20. XX wieku ruch komsomolski odegrał dużą rolę w budowie przemysłu ciężkiego w ZSRR. Masowe zaciągi były odzewem na VII Zjazd Komsomołu w 1926 roku. Dzięki pierwszemu zaciągowi 200 tys. komsomolców wyjechało na tzw. Wielkie Budowy Socjalizmu. Największymi osiągnięciami Komsomołu były budowy całych miast: Magnitogorska w latach 1929–1931 i Komsomolska nad Amurem w 1932 roku. Organizacja budowała także kolej z Turkmenistanu (Turksib), moskiewskie metro oraz fabrykę GAZ w Gorkim. Za czasów kolektywizacji na wieś udało się 140 tys. komsomolców, gdzie przyczynił się on do likwidacji analfabetyzmu (od 1930 roku Komsomoł objął patronat nad całym szkolnictwem państwowym, a od 1931 roku także nad edukacją żołnierzy Floty Czerwonej i Wojskowych Sił Powietrznych). W okresie Wielkiego Terroru członkowie organizacji pomagali NKWD i innym organom państwowym w dokonywaniu aresztowań i masowych represjach (np. grupa Aleksandra Kosariewa).
Po ataku III Rzeszy na Związek Radziecki, 19 sierpnia 1941 roku uchwalono zmobilizowanie 20 tys. konsomolców, których po wcieleniu w szeregi Armii Czerwonej skierowano na kursy radiospecjalistów. W czasie II wojny światowej walczyło z Niemcami 11 mln komsomolców i kandydatów do tej organizacji, a w jej szeregi wstąpiło kolejne 4,5 mln ludzi. 3,5 mln komsomolców zdobyło odznaczenia wojskowe za udział w II wojnie światowej, w tym 7 tys. uhonorowano tytułem Bohatera Związku Radzieckiego, z czego 60 osób dwukrotnie.
Od 1954 roku 300 tys. komsomolców wysłano do zagospodarowywania dziewiczych obszarów Uralu, Syberii i Dalekiego Wschodu. Od 1959 do 1969 roku w budowach Komsomołu wzięło udział 1,8 mln członków tej organizacji. W 1969 roku liczba członków Komsomołu osiągnęła 24 mln.
W latach 1971–1975 do budowy kolejnych 670 obiektów wyjechało ok. 500 tys. komsomolców. Była to m.in. budowa fabryki KAMAZ-a w Nabierieżnych Czełnach, Bajkalsko-Amurskiej Magistrali Kolejowej, elektrowni wodnej w Bracku, Krzemieńczuku oraz Dniepropietrowsku, elektrowni jądrowej Atommasz koło Wołgodońska, wspólne budowy grup robotniczych z krajów RWPG, budowa kombinatów apatytów, ropy naftowej i gazu ziemnego na Syberii, kombinatu elektrometalurgicznego w Oskole, prace melioracyjne, wiejskie hufce pracy (liczyły do 20 tys. osób) i inne. Należy także wymienić akcję z lat 70. „Komsomoł – wiejskiej szkole”, kiedy wybudowano 10 tys. szkół oraz wyposażono 98 tys. pracowni szkolnych i warsztatów. W różnych formach dokształcania pozaszkolnego brało udział 19,1 mln osób. Ważną dziedziną wychowawczą było sprawowanie politycznego i organizacyjnego kierownictwa nad organizacjami pionierów i Oktiabriat, w których wychowywanych było ponad 25 mln dzieci.
Organizacja miała wpływ na władze państwowe. Konstytucja ZSRR z 1977 roku dała jej nawet prawo występowania z inicjatywą ustawodawczą, wysuwania kandydatów na radnych. Ta sama konstytucja stawiała tę organizację w radzieckim systemie politycznym zaraz po KPZR i związkach zawodowych. Aktywne członkostwo w Komsomole było przepustką do kariery partyjnej przez cały okres istnienia organizacji.
Szczyt swojego rozwoju organizacja osiągnęła w 1984 roku, kiedy należały do niej 42 mln osób. Druga połowa lat 80. i związany z nią kryzys gospodarczy oraz polityczny w Związku Radzieckim (patrz: pierestrojka) to już zmierzch Komsomołu i odpływ młodych ludzi z organizacji: w 1989 roku miała ona 35,5 mln członków, a w 1991 już tylko 26 mln. Wszechzwiązkowy Leninowski Komunistyczny Związek Młodzieży został rozwiązany 28 września 1991 roku, na trzy miesiące przed rozpadem Związku Radzieckiego.

## Skład Komsomołu
Lata 70. XX wieku były okresem największego rozkwitu organizacji, ocenia się, że przewinęło się przez nią około dwóch trzecich populacji ZSRR. Między rokiem 1978 a 1979 skupiała ona ponad 60% młodego pokolenia w ZSRR i liczyła 38 mln osób. Ponad 58% było zatrudnionych w gospodarce ZSRR. Wraz z dojściem do władzy Leonida Breżniewa organizacja stała się masowa, a większość jej członków jedynie płaciła składki, nie uczestnicząc czynnie w działaniach. Komsomoł w tym czasie stracił charakter robotniczo-chłopski. Nadal jednak 42% członków stanowili uczniowie i studenci, 34,9% robotnicy, 6,4% rolnicy, ale 16,7% to pracownicy aparatu partyjno-państwowego w ZSRR. Co piąty nauczyciel, co czwarty pracownik naukowy i wykładowca na wyższej uczelni pod koniec lat 70. był komsomolcem. W ciągu pierwszych 60 lat istnienia Komsomołu przez jego szeregi przewinęło się blisko 120 mln osób.
Jednym z bardziej znanych, byłych członków Komsomołu jest Michaił Chodorkowski, były prezes „Jukosu”.

## Struktura organizacyjna
Była złożona, można tu wyróżnić: podstawową organizację – która istniała praktycznie w każdym zakładzie pracy i placówce naukowej, czyli grupy i oddziały komsomolskie (których było 1,7 mln), terenową (428 tys.), miejską i rejonową (4308), obwodową i okręgowych (155), republikańską (14).

## Władze
Działalność Komsomołu opierała się na centralizmie demokratycznym. Organem kierowniczym dla organizacji podstawowych było: Zebranie Ogólne, terenowych – Konferencja, a dla reszty – Zjazd. Na nich w zależności od szczebla organizacyjnego były biura (oddziały i grupy komsomolskie) i komitety. Zjazd był najwyższym kierowniczym, zwoływanym nie rzadziej niż raz na cztery lata. Zjazd oceniał działalność stowarzyszenia i wytyczał linię dalszej pracy. Na zjazdach wybierano także Komitet Centralny oraz Centralną Komisję Rewizyjną. Posiedzenia KC odbywały się nie rzadziej niż co 6 miesięcy, i wybierał on Biuro Polityczne, a do pracy organizacyjno-wykonawczej Sekretariat.
Centralnym organem prasowym Komsomołu była „Komsomolskaja Prawda” (ze szczytowym nakładem sięgającym 10 mln egzemplarzy). Komsomoł wydawał także 159 młodzieżowych i dziecięcych gazet o łącznym nakładzie 40 mln egzemplarzy, miał też trzy własne wydawnictwa (największe z nich to „Mołodaja Gwardia”, istniejące do dzisiaj jako prywatna firma), drukujące 43 mln egzemplarzy książek rocznie. Korzystano także z nowoczesnych środków przekazu: telewizji (Komsomoł miał 122 regionalne studia telewizyjne), oraz radia: komsomolska stacja radiowa „Junost'” (również istniejąca do dzisiaj, jako radio komercyjne) i 154 redakcje radiowe. Zwierzchnictwo nad wszystkimi mediami młodzieżowymi w ZSRR sprawowała Naczelna Redakcja Programów Młodzieżowych.

## Uczestnictwo w organizacjach międzynarodowych i Komsomoł dziś
Dziś reaktywowany Komsomoł jest młodzieżówką Komunistycznej Partii Federacji Rosyjskiej. Organizacje nawiązujące do tradycji radzieckiego Komsomołu istnieją także w Mołdawii, Kazachstanie i na Białorusi.
Komsomoł uczestniczył w Światowej Federacji Młodzieży Demokratycznej i Międzynarodowym Związku Studentów. Do dzisiaj istnieje gazeta, która była organem prasowym Komsomołu, „Komsomolskaja Prawda”.